# Melle (voornaam)
Melle is een Nederlandse voornaam. De naam wordt meestal aan jongens gegeven, in mindere mate ook aan meisjes.
Mogelijke oorsprong van de naam is de Germaanse stam madel-, wat "verzamelplaats" of "gerechtsplaats" betekent, zie ook ding. Volgens een andere theorie is het een verbastering van Melef, wat een afkorting van Westfaalse Meinolf is. De betekenis hiervan is "sterke wolf" (megin- = "kracht", olf- = "wolf").
Hoewel het er niet van afgeleid is, wordt de naam Melle ook in verband gebracht met Aemilianus. Mensen in Friesland uit de 17e eeuw die Melle heetten en die de Latijnse vorm van hun naam opgaven, gebruikten hiervoor de naam Aemilianus. Omdat de heilige Aemilianus de la Cogolla op 12 november zijn naamdag heeft, wordt deze datum ook wel als de naamdag van Melle gezien.
De voornaam wordt soms ook voor meisjes gebruikt. In Nederland zijn 2215 mannen en 129 vrouwen geregistreerd met de voornaam Melle. Hiermee is het geen veel voorkomende naam. Vanaf het jaar 2000 won het echter aan populariteit als babynaam.

## Personen met de voornaam Melle
- Melle de Boer, kunstenaar
- Melle van Gemerden, tennisser
- Melle Oldeboerrigter, kunstenaar
- Melle Weersma, componist
- Melle Meulensteen, profvoetballer